# The 1st Album
The 1st Album ist das Debütalbum des deutschen Popduos Modern Talking. Es erschien im April 1985 bei BMG/Hansa.

## Geschichte
Nachdem die erste Auskopplung You’re My Heart, You’re My Soul bereits im Oktober 1984 erschienen war und zunächst unbemerkt blieb, wurde sie durch die Ausstrahlung des Videos in der damals zu den bekanntesten Musikshows im deutschen Fernsehen zählenden Sendung Formel Eins im Januar 1985 zum Erfolg.
Wie bei der erwähnten Debütsingle wurden auf dem gesamten Album die meisten Stücke von Thomas Anders gesungen, lediglich bei There’s Too Much Blue in Missing You übernahm Dieter Bohlen die Leadstimme. The Night Is Yours – The Night Is Mine und Lucky Guy existierten schon vor dem Album als Solosingle von Ryan Simmons, einem Pseudonym von Dieter Bohlen, zweiteres auch als deutsche Fassung von Thomas Anders.
Das Coverfoto des Albums stammte von Manfred Vormstein, für die Gestaltung war Fryderyk Gabowicz verantwortlich. Bereits damals fielen die zunächst mit nur wenig finanziellem Aufwand produzierten Videos des Duos auf. So sagte Ingolf Lück, zu dem Zeitpunkt der Moderator von Formel Eins, er habe das Video von You’re My Heart, You’re My Soul nur zum Spaß ausgestrahlt.

## Kritik
Die Webseite Allmusic bewertete die Platte mit vier von fünf Sternen und dem Prädikat "AMG Album Pick".

## Titelliste
| # | Titel                                  | Autor(en)                              | Produzent(en) | Länge |
| - | -------------------------------------- | -------------------------------------- | ------------- | ----- |
| 1 | You’re My Heart, You’re My Soul        | Steve Benson (Pseudonym von D. Bohlen) | Steve Benson  | 5:36  |
| 2 | You Can Win If You Want                | Dieter Bohlen                          | Dieter Bohlen | 3:55  |
| 3 | There’s Too Much Blue in Missing You   | Dieter Bohlen                          | Dieter Bohlen | 4:40  |
| 4 | Diamonds Never Made a Lady             | Dieter Bohlen                          | Dieter Bohlen | 4:05  |
| 5 | The Night Is Yours – The Night Is Mine | Dieter Bohlen                          | Dieter Bohlen | 5:30  |
| 6 | Do You Wanna                           | Mary S. Applegate, Dieter Bohlen       | Dieter Bohlen | 4:22  |
| 7 | Lucky Guy                              | Dieter Bohlen                          | Dieter Bohlen | 3:31  |
| 8 | One in a Million                       | Dieter Bohlen                          | Dieter Bohlen | 3:44  |
| 9 | Bells of Paris                         | Dieter Bohlen                          | Dieter Bohlen | 4:17  |

## Kommerzieller Erfolg

### Chartplatzierungen
Das Debütalbum wurde zu einem großen Verkaufserfolg. Es erreichte Platz eins in Deutschland, Platz zwei in Österreich und der Schweiz. Aber auch in den Niederlanden und Skandinavien wurden hohe Chartplatzierungen verzeichnet.
| ChartsChartplatzierungen | Höchstplatzierung | Wochen/ Monate |
| ------------------------ | ----------------- | -------------- |
| Deutschland (GfK)        | 1 (42 Wo.)        | 42 Wo.         |
| Österreich (Ö3)          | 2 (8 Mt.)         | 8 Mt.          |
| Schweiz (IFPI)           | 2 (32 Wo.)        | 32 Wo.         |

| ChartsJahrescharts (1985) | Platzierung |
| ------------------------- | ----------- |
| Deutschland (GfK)         | 9           |
| Österreich (Ö3)           | 8           |
| Schweiz (IFPI)            | 3           |

### Auszeichnungen für Musikverkäufe
The 1st Album wurde weltweit mit 2× Gold und 2× Platin ausgezeichnet. Bis November 1985 verkaufte sich das Album bereits eine Million Mal.
| Land/Region          | Auszeichnungen für Musikverkäufe (Land/Region, Auszeichnung, Verkäufe) | Verkäufe |
| -------------------- | ---------------------------------------------------------------------- | -------- |
| Deutschland (BVMI)   | Platin                                                                 | 500.000  |
| Österreich (IFPI)    | Platin                                                                 | 50.000   |
| Polen (ZPAV)         | Gold                                                                   | 50.000   |
| Spanien (Promusicae) | Gold                                                                   | 50.000   |
| Insgesamt            | 2× Gold · 2× Platin ·                                                  | 650.000  |